# محمود صبحي بن عبد السلام
محمود محمد صبحي أحمد على بن عبد السلام، هو فَقيه حنفي المذهب من أعيان أهل طرابلس الغرب، من بحر المدينة القديمة، المنطقة التي ولد بها والده وجده أحمد محمود محمد صبحي أحمد علي بن عبد السلام حسين عبد الخالق عون الله الفيتوري الحسيني الشريف من عائلة بن عبد السلام التي يرجع جذورها الي  شرفة فواتير زليطن وإلى سيدي سليمان الفيتورى المدفون بمقبرة سيدي عبد الله الشعاب، ولد الشيخ محمود وتربى في منطقة ميزران بسانية جده التوغار مع والدته امناني التوغار (وسعاية التوغار) بمدينة طرابلس سنة 1337 هجري الموافق 1920م، تلقى تعليمه في البداية هو وأخوه الشيخ محمد عن والدهما الذي كان كاتباً في وزارة الأوقاف، درس بكتاب ميزران ثم انتقل إلى كتاب حورية بالمدينة القديمة، واصل دراسته وأبى ألا يماثل شقيقه الشيخ محمد بالذهاب إلى الأزهر الشريف، عن عمر يناهز التاسعة عشر وبقى هناك ما يقارب الأربعة عشر سنة حصل على الدرجة العليا من جامعة الأزهر في الشريعة، وكان الشيخ له نشاطات أخرى داخل رواق المغاربة منها الخطابة والرياضة.
رجع من الأزهر بعمر الثالثة والثلاثين، وعمل بعد رجوعه إلى ليبيا بمعهد المعلمين ودرس إلى أن أصبح مدير المعهد، إلى جانب تدريسه كان له جوانب أخرى سياسية وناضل من أجل قضية في فترة ما بعد الاستقلال وكان مناهضاً لوجود القواعد الأجنبية داخل ليبيا وشارك في التظاهرات التي كانت تقوم وكان يتزعمها، كان عضواً في مجلس النواب، كان رئيسا للجنة مناصرة الشعب الجزائري، كان عضواً مؤسساً للجنة التبرعات الليبية لجبهة التحرير الجزائرية خلال حربها مع فرنسا.
كانت له اهتمامات كبيرة بالنشاط الرياضي في فترة الخمسينات والستينات وشارك في دراسة  وأنشاء بعض النوادي في طرابلس وترأس البعثات الليبية في المحافل الدولية، اشتغل بمحكمة طرابلس سنة 67، ترأس جمعية الدعوة الإسلامية عام 1974 وعين أمين عام لها، عين بعد الشيخ الطاهر الزاوي كرئيس للجنة الإفتاء بعد الغاء وظيفة مفتى الديار التي كان الشيخ الطاهر آخر من أستلمها، ثم أنسحب منها لظروف وجدها، أستقال من جمعية الدعوة سنة 1980، ورجع إلى الدروس والمحاضرات الدينية في جوامع طرابلس منها جامع ميزران جامع قرجى بباب البحر جامع التوغار بسوق الثلاثاء أشرف ووكيل عن أوقاف التوغار الخيرية وهي أوقاف (الحاج مصطفى التوغار) وهو ابن عم والدته، دخل وترأس الكثير من مجالس فض المنازعات في ليبيا أجمع بما يسمى المنازعات القبلية والعائلية ، توفى يوم الثلاثاء 16شعبان 1434 هجري الموافق 2013/6/25، بطرابلس عن عمر يناهز 93 سنة ودفن في طرابلس بمقبرة شط الهنشير.